# جنگ (آلبوم اکسو)
جنگ (به انگلیسی: The War) چهارمین آلبوم استودیویی گروه موسیقی اکسو است. این آلبوم در ۱۸ ژوئیهٔ ۲۰۱۷ به‌صورت دیجیتال و در ۱۹ ژوئیهٔ ۲۰۱۷، به‌صورت فیزیکی، توسط اس‌ام اینترتینمنت منتشر شد. این آلبوم دارای نُه قطعه است و تک‌آهنگ لید آن «کو کو باپ» می‌باشد. جنگ با پیش‌فروش بیش از ۸۰۰٬۰۰۰ کپی فیزیکی، بالاترین میزان پیش‌فروش یک آلبومِ کی-پاپ را تا آن زمان داشت. ۲۴ روز پس از انتشار، بیش از یک میلیون کپی از این آلبوم به فروش رسید، این چهارمین آلبوم اکسو بود که به این میزان از فروش دست می‌یافت. نسخهٔ بسته‌بندی‌شدهٔ این آلبوم با عنوان جنگ: قدرت موسیقی (به انگلیسی: The War: The Power of Music)، در ۵ سپتامبر ۲۰۱۷ منتشر شد. این نخستین آلبوم گروه بود که لی در آن حضور نداشت و آخرین آلبومی بود که در دو نسخهٔ کره‌ای و چینی مجزا منتشر می‌شد.

## زمینه و انتشار
در ۱۵ ژوئن ۲۰۱۷، اس‌ام اینترتینمنت تأیید کرد که آلبوم جدید اکسو در اواسط ژوئیه منتشر خواهد شد. در ۲۳ ژوئن اعلام شد، لی در تولید و ترویج این آلبوم حضور نخواهد داشت.
در ۸ ژوئیه، اولین تیزر ویدئویی آلبوم در توییتر رسمی اکسو منتشر شد. همچنین در همان روز، حساب اینستاگرام رسمی اکسو با انتشار سه نسخه از لوگوی آلبوم جدید، افتتاح گردید. در ۱۰ ژوئیه عنوان آلبوم، جنگ اعلام شد.
در فاصلهٔ ۹ تا ۱۶ ژوئیه، عنوان قطعات آلبوم، یک به یک به‌صورت مجموعه‌ای از تیزرهای ویدئویی و هرکدام با حضور یک عضو، منتشر شد. آلبوم به‌همراه موزیک ویدئوی قطعهٔ اصلی، در ۱۸ ژوئیه منتشر گردید.
اس‌ام انتشار تیزرهای نسخهٔ بسته‌بندی‌شدهٔ آلبوم را با پیام «قدرت موسیقی»، آغاز کرد. اولین تیزر «#خسوف کامل» نام داشت که نخستین بار در تیزرهای پیش از شروع به‌کار گروه و در نخستین ترانهٔ آن‌ها «عشق چیست»، مشاهده شده بود. این تیزر در ۲۱ اوت ۲۰۱۷، همزمان با خورشیدگرفتگی ۲۱ اوت ۲۰۱۷ منتشر شد. دومین تیزر با عنوان «#دنیای موازی»، در ۲۸ اوت منتشر گردید.
سومین تیزر با عنوان «قدرت#آراف_۰۵» در ۳۰ اوت منتشر شد. در همان روز، عنوان آلبوم بسته‌بندی‌شده، جنگ: قدرت موسیقی و تاریخ انتشار آن، ۵ سپتامبر ۲۰۱۷ اعلام شد. تیزرهای هر عضو از ۳۰ اوت آغاز به انتشار کرد. در ۳۱ اوت مشخص شد که آلبوم شامل سه ترانهٔ جدید «قدرت»، «دروغ‌های شیرین» و «بومرنگ»، به همراه نُه ترانهٔ اصلی آلبوم جنگ خواهد بود. در ۴ سپتامبر، پوستر این آلبوم به‌همراه تیزر موزیک ویدئوی «قدرت» منتشر شد. آلبوم بسته‌بندی‌شده نهایتاً در ۵ سپتامبر منتشر گردید.

## عملکرد تجاری

### جنگ
پیش از انتشار، جنگ با پیش‌فروش ۸۰۷٬۲۳۵ کپی فیزیکی، رکورد بیشترین پیش‌فروش یک آلبوم کی-پاپ در آن زمان را شکست. در نخستین هفتهٔ پس از انتشار، فروش آلبوم به بیش از ۶۰۰٬۰۰۰ کپی فیزیکی رسید و رکورد بیشترین فروش یک آلبوم در یک هفته را در جدول آلبوم‌های هانتو، از آن خود کرد، رکورد پیشین با فروش ۵۲۲٬۳۰۰ کپی، در اختیار آلبوم پیشین اکسو اگزکت بود. جنگ به مدت دو هفتهٔ متوالی در صدر جدول آلبوم‌های بین‌الملل بیلبورد و به مدت سه هفته در صدر جدول آلبوم‌های گائون کرهٔ جنوبی قرار داشت.
جنگ در رتبهٔ اول آی‌تیونز ۵۱ کشور قرار گرفت. اپل میوزیک جنگ را به‌عنوان «برترینِ هفته» انتخاب کرد.
به گفتهٔ اوسِن، ۱٬۰۱۲٬۰۲۱ کپی از این آلبوم در طول ۲۴ روز به فروش رسید، در تاریخ جدول گائون این دومین آلبومی بود که در کوتاه‌ترین زمان، به فروش میلیونی دست می‌یافت و چهارمین آلبوم اکسو بود که بیش از ۱٬۰۰۰٬۰۰۰ فروش داشت.

### جنگ: قدرت موسیقی
جنگ: قدرت موسیقی به‌مدت دو هفته متوالی در صدر جدول آلبوم‌های گائون کرهٔ جنوبی قرار داشت. نسخه‌های کره‌ای و چینی آلبوم، به ترتیب در جایگاه‌های اول و دوم جدول هفتگی آلبوم‌های یین‌یوتای چین جای گرفتند.
این آلبوم در رتبهٔ اول آی‌تیونز ۴۱ کشور و جزو ۱۰ رتبهٔ اول ۶۷ کشور دیگر قرار گرفت و همچنین در صدر جدول کی-پاپ شیامی میوزیک جای گرفت.

## فهرست ترانه‌ها
| جنگ – نسخهٔ کره‌ای | جنگ – نسخهٔ کره‌ای     | جنگ – نسخهٔ کره‌ای                                     | جنگ – نسخهٔ کره‌ای                                                                              | جنگ – نسخهٔ کره‌ای |
| شماره            | نام                  | سراینده                                              | آهنگساز                                                                                       | مدت              |
| ---------------- | -------------------- | ---------------------------------------------------- | --------------------------------------------------------------------------------------------- | ---------------- |
| ۱.               | «ایو»                | هوانگ یو-بین                                         | مایک وودز کوین وایت اندرو بزی ام‌زدام‌سی هنری لائو رایس ان پیز                                  | ۲:۵۶             |
| ۲.               | «کو کو باپ»          | کیم جونگ-ده پارک چانیول بیون بک‌هیون جی‌کیو هیون جی-ون | کیلین بر تی جسپر شایلین کارول ام‌زدام‌سی استیالز فوئگو                                          | ۳:۱۰             |
| ۳.               | «چه می‌کنی؟»          | کنزی                                                 | کنزی رونی ویدار اسفندسن جاستین استاین                                                         | ۳:۵۱             |
| ۴.               | «تا ابد»             | کنزی                                                 | کنزی ال‌دی‌ان نویز آدرین مک‌کینن                                                                 | ۳:۵۱             |
| ۵.               | «الماس»              | جو یون-کیونگ                                         | هاروی میسون جونیور مایکل «رایات» وایکوف بریت برتون پاتریک «جی. کیو» اسمیت دوئین ویتمور جونیور | ۳:۳۱             |
| ۶.               | «لمسش کن»            | کیم جونگ-ده جو یون-کیونگ                             | کارلوس بتی استیون بتی دیوید دلازین چز میشن دنزیل «دی‌آر» رمدیوس رایان اس. جون                  | ۳:۳۰             |
| ۷.               | «لرز»                | پارک چانیول سو جی-ایم                                | داریوس برایانت جولین موریس مور جی. سول تی جسپر اوتا «وکسین» دیویس تری ام‌زدام‌سی دروید          | ۳:۰۸             |
| ۸.               | «قدم زدن روی خاطرات» | لی سو-ران                                            | جاستین راینستاین واسیلی گرادوفسکی                                                             | ۳:۵۲             |
| ۹.               | «دیوانه شدن»         | جی‌کیو سولیم                                          | شیم جه-ون شون ویلبرت «ودو» مک‌کوی تری پل «مارز» تامپسون ام‌زدام‌سی اوتا «وکسین» دیویس تری        | ۳:۴۶             |
| مجموع مدت:       | مجموع مدت:           | مجموع مدت:                                           | مجموع مدت:                                                                                    | ۳۱:۳۵            |

| جنگ – نسخهٔ چینی | جنگ – نسخهٔ چینی      | جنگ – نسخهٔ چینی | جنگ – نسخهٔ چینی                                                                               | جنگ – نسخهٔ چینی |
| شماره           | نام                  | سراینده         | آهنگساز                                                                                       | مدت             |
| --------------- | -------------------- | --------------- | --------------------------------------------------------------------------------------------- | --------------- |
| ۱.              | «ایو»                | وانگ جونگ-اون   | مایک وودز کوین وایت اندرو بزی ام‌زدام‌سی هنری لائو رایس ان پیز                                  | ۲:۵۶            |
| ۲.              | «کو کو باپ»          | شیم بک-سک       | کیلین بر تی جسپر شایلین کارول ام‌زدام‌سی استیالز فوئگو                                          | ۳:۱۰            |
| ۳.              | «چه می‌کنی؟»          | شیم بک-سک       | کنزی رونی ویدار اسفندسن جاستین استاین                                                         | ۳:۵۱            |
| ۴.              | «تا ابد»             | ایم هین-یوب     | کنزی ال‌دی‌ان نویز آدرین مک‌کینن                                                                 | ۳:۵۱            |
| ۵.              | «الماس»              | لو یی چو        | هاروی میسون جونیور مایکل «رایات» وایکوف بریت برتون پاتریک «جی. کیو» اسمیت دوئین ویتمور جونیور | ۳:۳۱            |
| ۶.              | «لمسش کن»            | لی یی شان       | کارلوس بتی استیون بتی دیوید دلازین چز میشن دنزیل «دی‌آر» رمدیوس رایان اس. جون                  | ۳:۳۰            |
| ۷.              | «لرز»                | یانگ یو-جونگ    | داریوس برایانت جولین موریس مور جی. سول تی جسپر اوتا «وکسین» دیویس تری ام‌زدام‌سی دروید          | ۳:۰۸            |
| ۸.              | «قدم زدن روی خاطرات» | وانگ جونگ-اون   | جاستین راینستاین واسیلی گرادوفسکی                                                             | ۳:۵۲            |
| ۹.              | «دیوانه شدن»         | لو یی چو        | شیم جه-ون شون ویلبرت «ودو» مک‌کوی تری پل «مارز» تامپسون ام‌زدام‌سی اوتا «وکسین» دیویس تری        | ۳:۴۶            |
| مجموع مدت:      | مجموع مدت:           | مجموع مدت:      | مجموع مدت:                                                                                    | ۳۱:۳۵           |

| جنگ: قدرت موسیقی – نسخهٔ کره‌ای | جنگ: قدرت موسیقی – نسخهٔ کره‌ای | جنگ: قدرت موسیقی – نسخهٔ کره‌ای     | جنگ: قدرت موسیقی – نسخهٔ کره‌ای                                                                 | جنگ: قدرت موسیقی – نسخهٔ کره‌ای |
| شماره                         | نام                           | سراینده                           | آهنگساز                                                                                       | مدت                           |
| ----------------------------- | ----------------------------- | --------------------------------- | --------------------------------------------------------------------------------------------- | ----------------------------- |
| ۱.                            | «ایو»                         | هوانگ یو-بین                      | مایک وودز کوین وایت اندرو بزی ام‌زدام‌سی هنری لائو رایس ان پیز                                  | ۲:۵۶                          |
| ۲.                            | «قدرت»                        | جی‌کیو کیم هه-جونگ (مکیومین ورکز)  | گرگ بونیک هایدن چپمن جیمز متیو نورتون ال‌دی‌ان نویز                                             | ۳:۴۲                          |
| ۳.                            | «دروغ‌های شیرین»               | چانیول جی. سول                    | جوزف «جو میلیونر» فاستر تی جسپر جی. سول اوتا «وکسین» دیویس تری ام‌زدام‌سی                       | ۳:۳۶                          |
| ۴.                            | «کو کو باپ»                   | چن چانیول بک‌هیون جی‌کیو هیون جی-ون | کیلین بر تی جسپر شایلین کارول ام‌زدام‌سی استیالز فوئگو                                          | ۳:۱۰                          |
| ۵.                            | «چه می‌کنی؟»                   | کنزی                              | کنزی رونی ویدار اسفندسن جاستین استاین                                                         | ۳:۵۱                          |
| ۶.                            | «تا ابد»                      | کنزی                              | کنزی ال‌دی‌ان نویز آدرین مک‌کینن                                                                 | ۳:۵۱                          |
| ۷.                            | «بومرنگ»                      | جو یون-کیونگ                      | دنیل کلاین توماس ساردورف ایلنکواک لومهولت                                                     | ۳:۰۰                          |
| ۸.                            | «الماس»                       | جو یون-کیونگ                      | هاروی میسون جونیور مایکل «رایات» وایکوف بریت برتون پاتریک «جی. کیو» اسمیت دوئین ویتمور جونیور | ۳:۳۱                          |
| ۹.                            | «لمسش کن»                     | چن جو یون-کیونگ                   | کارلوس بتی استیون بتی دیوید دلازین چز میشن دنزیل «دی‌آر» رمدیوس رایان اس. جون                  | ۳:۳۰                          |
| ۱۰.                           | «لرز»                         | چانیول سو جی-ایم                  | داریوس برایانت جولین موریس مور جی. سول تی جسپر اوتا «وکسین» دیویس تری ام‌زدام‌سی دروید          | ۳:۰۸                          |
| ۱۱.                           | «قدم زدن روی خاطرات»          | لی سو-ران                         | جاستین راینستاین واسیلی گرادوفسکی                                                             | ۳:۵۲                          |
| ۱۲.                           | «دیوانه شدن»                  | جی‌کیو سولیم                       | شیم جه-ون شون ویلبرت «ودو» مک‌کوی تری پل «مارز» تامپسون ام‌زدام‌سی اوتا «وکسین» دیویس تری        | ۳:۴۶                          |
| مجموع مدت:                    | مجموع مدت:                    | مجموع مدت:                        | مجموع مدت:                                                                                    | ۴۱:۵۳                         |

| جنگ: قدرت موسیقی – نسخهٔ چینی | جنگ: قدرت موسیقی – نسخهٔ چینی | جنگ: قدرت موسیقی – نسخهٔ چینی | جنگ: قدرت موسیقی – نسخهٔ چینی                                                                  | جنگ: قدرت موسیقی – نسخهٔ چینی |
| شماره                        | نام                          | سراینده                      | آهنگساز                                                                                       | مدت                          |
| ---------------------------- | ---------------------------- | ---------------------------- | --------------------------------------------------------------------------------------------- | ---------------------------- |
| ۱.                           | «ایو»                        | وانگ جونگ-اون                | مایک وودز کوین وایت اندرو بزی ام‌زدام‌سی هنری لائو رایس ان پیز                                  | ۲:۵۶                         |
| ۲.                           | «قدرت»                       | وو یی وی                     | گرگ بونیک هایدن چپمن جیمز متیو نورتون ال‌دی‌ان نویز                                             | ۳:۴۲                         |
| ۳.                           | «دروغ‌های شیرین»              | جرمی‌جی                       | جوزف «جو میلیونر» فاستر تی جسپر جی. سول اوتا «وکسین» دیویس تری ام‌زدام‌سی                       | ۳:۳۶                         |
| ۴.                           | «کو کو باپ»                  | شیم بک-سک                    | کیلین بر تی جسپر شایلین کارول ام‌زدام‌سی استیالز فوئگو                                          | ۳:۱۰                         |
| ۵.                           | «چه می‌کنی؟»                  | شیم بک-سک                    | کنزی رونی ویدار اسفندسن جاستین استاین                                                         | ۳:۵۱                         |
| ۶.                           | «تا ابد»                     | ایم هین-یوب                  | کنزی ال‌دی‌ان نویز آدرین مک‌کینن                                                                 | ۳:۵۱                         |
| ۷.                           | «بومرنگ»                     | یان یون نونگ                 | دنیل کلاین توماس ساردورف ایلنکواک لومهولت                                                     | ۳:۰۰                         |
| ۸.                           | «الماس»                      | لو یی چو                     | هاروی میسون جونیور مایکل «رایات» وایکوف بریت برتون پاتریک «جی. کیو» اسمیت دوئین ویتمور جونیور | ۳:۳۱                         |
| ۹.                           | «لمسش کن»                    | لی یی شان                    | کارلوس بتی استیون بتی دیوید دلازین چز میشن دنزیل «دی‌آر» رمدیوس رایان اس. جون                  | ۳:۳۰                         |
| ۱۰.                          | «لرز»                        | یانگ یو-جونگ                 | داریوس برایانت جولین موریس مور جی. سول تی جسپر اوتا «وکسین» دیویس تری ام‌زدام‌سی دروید          | ۳:۰۸                         |
| ۱۱.                          | «قدم زدن روی خاطرات»         | وانگ جونگ-اون                | جاستین راینستاین واسیلی گرادوفسکی                                                             | ۳:۳۶                         |
| ۱۲.                          | «دیوانه شدن»                 | لو یی چو                     | شیم جه-ون شون ویلبرت «ودو» مک‌کوی تری پل «مارز» تامپسون ام‌زدام‌سی اوتا «وکسین» دیویس تری        | ۳:۴۶                         |
| مجموع مدت:                   | مجموع مدت:                   | مجموع مدت:                   | مجموع مدت:                                                                                    | ۴۱:۵۳                        |

## جداول
| جدول (۲۰۱۷)                         | بالاترین موقعیت | بالاترین موقعیت | بالاترین موقعیت  | بالاترین موقعیت  |
| جدول (۲۰۱۷)                         | جنگ             | جنگ             | جنگ: قدرت موسیقی | جنگ: قدرت موسیقی |
| جدول (۲۰۱۷)                         | نسخه کره‌ای      | نسخه چینی       | نسخه کره‌ای       | نسخه چینی        |
| ----------------------------------- | --------------- | --------------- | ---------------- | ---------------- |
| آلبوم‌های چینی (یین‌یوتای)            | ۱               | ۲               | ۱                | ۲                |
| آلبوم‌های دیجیتال فرانسوی (اس‌ان‌ئی‌پی) | ۲۴              | —               | ۳۶               | —                |
| آلبوم‌های ژاپنی (اریکن)              | ۷               | ۳۵              | —                | —                |
| آلبوم‌های غربی ژاپنی (اریکن)         | ۱               | ۴               | —                | —                |
| آلبوم‌های کرهٔ جنوبی (گائون)          | ۱               | ۲               | ۱                | ۲                |

| جدول (۲۰۱۷)                 | بالاترین موقعیت | بالاترین موقعیت | بالاترین موقعیت  | بالاترین موقعیت  |
| جدول (۲۰۱۷)                 | جنگ             | جنگ             | جنگ: قدرت موسیقی | جنگ: قدرت موسیقی |
| جدول (۲۰۱۷)                 | نسخه کره‌ای      | نسخه چینی       | نسخه کره‌ای       | نسخه چینی        |
| --------------------------- | --------------- | --------------- | ---------------- | ---------------- |
| آلبوم‌های ژاپنی (اریکن)      | ۲۲              | —               | —                | —                |
| آلبوم‌های غربی ژاپنی (اریکن) | ۱               | ۱۰              | —                | —                |
| آلبوم‌های کرهٔ جنوبی (گائون)  | ۱               | ۲               | ۲                | ۴                |

| جدول (۲۰۱۷)                              | موقعیت     | موقعیت    | موقعیت           | موقعیت           |
| جدول (۲۰۱۷)                              | جنگ        | جنگ       | جنگ: قدرت موسیقی | جنگ: قدرت موسیقی |
| جدول (۲۰۱۷)                              | نسخه کره‌ای | نسخه چینی | نسخه کره‌ای       | نسخه چینی        |
| ---------------------------------------- | ---------- | --------- | ---------------- | ---------------- |
| آلبوم‌های چینی (یین‌یوتای)                 | ۷          | ۸         | ۱۳               | ۲۴               |
| آلبوم‌های کرهٔ جنوبی (گائون)               | ۲          | ۲۳        | ۷                | ۶۴               |
| آلبوم‌های بین‌الملل ایالات متحده (بیلبورد) | ۷          | ۷         | —                | —                |

| آلبوم‌های بلژیکی (اولتراتاپ فلاندرز)        | ۹۲ | —  |
| آلبوم‌های کانادایی (بیلبورد)                | ۷۶ | —  |
| آلبوم‌های دیجیتال فرانسوی (اس‌ان‌ئی‌پی)        | ۲۴ | ۳۶ |
| ژاپن (بیلبورد)                             | ۱۱ | ۱۲ |
| نیوزیلند هیت‌سیکر (آرام‌ان‌زد)                | ۴  | —  |
| آلبوم‌های اسکاتلندی (شرکت جدول‌های رسمی)     | ۹۳ | —  |
| آلبوم‌های دانلودشدهٔ بریتانیا (اوسی‌سی)       | ۲۷ | —  |
| آلبوم‌های مستقل بریتانیا (اوسی‌سی)           | ۱۴ | —  |
| آلبوم برکرزهای مستقل بریتانیا (اوسی‌سی)     | ۲  | —  |
| بیلبورد ۲۰۰ ایالات متحده                   | ۸۷ | —  |
| آلبوم‌های مستقل ایالات متحده (بیلبورد)      | ۳  | —  |
| آلبوم‌های موسیقی ملل ایالات متحده (بیلبورد) | ۱  | —  |

## فروش
| کشور                 | فروش       | فروش      | فروش            | فروش            | مجموع     |
| کشور                 | جنگ        | جنگ       | جنگ:قدرت موسیقی | جنگ:قدرت موسیقی | مجموع     |
| کشور                 | نسخه کره‌ای | نسخه چینی | نسخه کره‌ای      | نسخه چینی       | مجموع     |
| -------------------- | ---------- | --------- | --------------- | --------------- | --------- |
| چین (شیامی)          | ۳۶۵٬۳۳۲    | ۱۹۲٬۴۶۰   | ۱۹۴٬۸۷۰         | ۱۱۶٬۵۷۹         | ۸۶۹٬۲۴۱   |
| ژاپن (اریکن)         | ۴۳٬۱۴۷     | ۷٬۵۹۵     | —               | —               | ۵۰٬۷۴۲    |
| کرهٔ جنوبی (گائون)    | ۹۸۳٬۴۸۶    | ۱۳۵٬۲۶۷   | ۴۸۸٬۱۱۷         | ۵۸٬۶۱۲          | ۱٬۶۶۵٬۴۸۲ |
| ایالات متحده (نیلسن) | ۱۱٬۰۰۰     | ۱۱٬۰۰۰    | —               | —               | ۱۱٬۰۰۰    |

## تاریخچهٔ انتشار
| نسخه             | تاریخ          | منطقه     | قالب                 | ناشر                         |
| ---------------- | -------------- | --------- | -------------------- | ---------------------------- |
| جنگ              | ۱۸ ژوئیهٔ ۲۰۱۷  | کره جنوبی | دانلود دیجیتال       | اس‌ام اینترتینمنت جینی میوزیک |
| جنگ              | ۱۸ ژوئیهٔ ۲۰۱۷  | جهانی     | دانلود دیجیتال       | اس‌ام اینترتینمنت             |
| جنگ              | ۱۹ ژوئیهٔ ۲۰۱۷  | کرهٔ جنوبی | سی‌دی                 | اس‌ام اینترتینمنت جینی میوزیک |
| جنگ              | ۲۱ ژوئیهٔ ۲۰۱۷  | ژاپن      | سی‌دی                 | اس‌ام اینترتینمنت             |
| جنگ: قدرت موسیقی | ۵ سپتامبر ۲۰۱۷ | کرهٔ جنوبی | دانلود دیجیتال، سی‌دی | اس‌ام اینترتینمنت جینی میوزیک |
| جنگ: قدرت موسیقی | ۵ سپتامبر ۲۰۱۷ | جهانی     | دانلود دیجیتال، سی‌دی | اس‌ام اینترتینمنت             |

## واژه‌نامه
1. ↑    1. Total_Eclipse
2. ↑  What is Love
3. ↑    1. Parallel_Universe
4. ↑  Power #RF_05
5. ↑  The Eve, (전야 (前夜); Jeonya, 破风
6. ↑  What U Do?, 可爱·可恶
7. ↑  Forever, 我加你等于永远
8. ↑  Diamond, 다이아몬드; daiamondeu, C乐章
9. ↑  Touch It, 너의 손짓; neowi sonjit, 指语
10. ↑  Chill, 소름; soreum, 寒噤
11. ↑  Walk on Memories, 기억을 걷는 밤; gieokeul geodneun bam, 梦回暮夜
12. ↑  Going Crazy, 내가 미쳐; naega michyeo, 疯语者
13. ↑  叩叩趴
14. ↑  超音力
15. ↑  Sweet Lies, 甜蜜謊言
16. ↑  Boomerang, 부메랑; Bumelang, 愛迴旋